# Federazione di rugby a 15 dello Zimbabwe
La Zimbabwe Rugby Union, conosciuta anche con l'acronimo ZRU, venne fondata nel 1895 come Rhodesia Rugby Football Union ed è l'organo di governo del rugby a 15 e delle discipline derivate (es. rugby a 7) in Zimbabwe.
Quando le truppe coloniche britanniche arrivarono in Rhodesia dalla Provincia del Capo nel 1890, portarono con loro i primi giocatori di rugby della nascente nazione. I primi club furono creati a Bulawayo nel 1894 e la Rhodesia Rugby Football Union venne fondata un anno dopo, nel 1895.
Nel 1898, in vista del tour in Sudafrica, la prima squadra nazionale rhodesiana venne selezionata tra i cinque club delle città di Bulawayo e Salisbury; sebbene i pionieri avessero giocato a Fort Victoria nel 1890, nella provincia delle Midland la prima partita registrata fu giocata nel 1899 tra i club di Selukwe e Gwelo; il primo incontro provinciale fu tra Matabeleland e Mashonaland a Salisbury, il 17 settembre 1901; la provincia del Manicaland, che nei primi decenni soffrì d'isolamento, si affermò negli anni venti.
Negli anni sessanti a settanta, molti giocatori zimbabwesi vennero selezionati per rappresentare il Sudafrica. Il rugby in Rhodesia raggiunse l'apice nel biennio 1973-1974, quando la federazione poté contare 49 club e 102 formazioni totali.
Nel 1980, con l'evoluzione politica, la Rhodesia Rugby Football Union venne riformata nella Zimbabwe Rugby Union, mettendo fine ai rapporti col Sudafrica e la Currie Cup.
Affiliata all'International Rugby Board (ora World Rugby) dal marzo 1987, figura in Tier 3 Development 1, il terzo gruppo di federazioni più importanti al mondo.
La nazionale zimbabwese di rugby a 15 vanta due partecipazioni alla Coppa del Mondo nelle prime due edizioni della massima competizione internazionale, con il debutto del primo giocatore africano, Richard Tsimba, in nazionale; mentre, i Cheetahs contano cinque presenze nella Coppa del Mondo di rugby a 7.
La disciplina al femminile ricevette il riconoscimento ufficiale nel Paese nel 2000, con la fondazione di un campionato disputato da 8 squadre, cinque delle quali nell'area della capitale Harare; la nazionale femminile di rugby a 15 nacque nel 2007.
Oltre al campionato nazionale, di modesta rilevanza, nel 2019 nacque la Zimbabwe Rugby Academy che per la prima volta rappresentò la nazione in una competizione estera, la Rugby Challenge, se pur con sede a Città del Capo.